# 呼钢南路站
呼钢南路站（蒙古语：ᠬᠥᠬᠡᠬᠣᠲᠠ ᠶᠢᠨ ᠪᠣᠯᠣᠳ ᠲᠡᠮᠦᠷ ᠦ᠋ᠨ ᠡᠮᠦᠨ᠎ᠡ ᠵᠠᠮ）是呼和浩特地铁1号线的地铁车站，位于中华人民共和国内蒙古自治区呼和浩特市回民区攸攸板镇与钢铁路街道交界新华西街与呼钢南路交叉口地下，2019年12月29日開通运营。
本站原名为呼钢东路站（蒙古语：ᠬᠥᠬᠡᠬᠣᠲᠠ ᠶᠢᠨ ᠪᠣᠯᠣᠳ ᠲᠡᠮᠦᠷ ᠦᠨ ᠵᠡᠭᠦᠨ ᠵᠠᠮ），2023年11月1日更改为现站名。

## 车站结构
呼钢南路站位于新华西街与呼钢南路交叉口，沿新华西街东西向布置，长度203米，标准段宽19.70米，为地下两层岛式车站。
| 地面              | 出入口 | A-D出入口 |
| 地下一层          | 站厅   | 客服中心、自动售票机、验票机                                                                                          |
| 地下二层          | 站台层 | \| \| \| █ 1号线往伊利健康谷（孔家营） \| \| 島式 · 開左邊车门 \| \| \| \| \| \| █ 1号线往坝堰（机场）（西龙王庙） \| |
|                   |        | █ 1号线往伊利健康谷（孔家营）                                                                                         |
| 島式 · 開左邊车门 |        | |
|                   |        | █ 1号线往坝堰（机场）（西龙王庙）                                                                                     |

## 车站出口
呼钢南路站共设4个出口，各出口及周围设施如下所示：
| 出口编号            | 照片 | 地点             | 可到达目的地 |
| ------------------- | ---- | ---------------- | ------------ |
| A · 出口 · （设有） |      | 新华西街（北侧） |              |
| B · 出口            |      | 新华西街（南侧） |              |
| C · 出口            |      | 新华西街（南侧） | 孔家营村委会 |
| D · 出口            |      | 新华西街（北侧） | 金海工业园区 |
| 图例： 设有         |      |                  |              |

## 接驳交通

### 公交车
- 电厂东路（车站西南侧）：4路、8路、24路、41路、K1路
- 桃源水榭（车站东南侧）：24路
- 呼钢东路（车站东北侧）：4路、8路、41路、K1路

## 历史
- 2016年11月23日，车站主体结构封顶，为1号线首个完成主体封顶的站点[3]。
- 2019年12月29日，本站随1号线通车一同开通[1]。
- 2023年11月1日，站名由“呼钢东路站”变更为“呼钢南路站”[4]。